# Psilopa nigricornis
Psilopa nigricornis är en tvåvingeart som beskrevs av Friedrich Georg Hendel 1931. Psilopa nigricornis ingår i släktet Psilopa och familjen vattenflugor.
Artens utbredningsområde är Egypten. Inga underarter finns listade i Catalogue of Life.